# ワロン語

フランス語共同体

フランス語共同体におけるワロン語使用地域と方言区分

ワロン語 (ワロンご、ワロン語: Walon、英: Walloon language) は、ベルギーのワロン地方および北部フランスの一部で話される、ラテン語から派生したロマンス語の一つで、オイル語系の言語である。
ワロン語を話す人口はおよそ60万人と言われている。

## 使用地域
ワロン地域のリエージュ州、ナミュール州、ブラバン・ワロン州、リュクサンブール州、エノー州で主に話される。フランス国境に近いエノー州、ナミュール州、リュクサンブール州では、フランス語諸方言の話者も多い。ただし、ベルギーの公用語はオランダ語、フランス語、ドイツ語であり、ワロン語は公用語ではない。
ベルギー国外では、フランスのベルギー国境近くと、19世紀に多くのワロン人が移民したアメリカ合衆国のウィスコンシン州北東部（ブラウン、ケワニー、ドアの3郡）でも話されている。

## フランス語との関係
フランス国内のフランス語の諸方言がパリ方言の影響を強く受けているのに対し、ワロン語は古い特徴を保っている。
ベルギーではフランス語が広く話されており、フランス語とワロン語は区別される。ベルギーのワロン地域や首都ブリュッセルでは、標準フランス語が話され理解される。ただし、口語にはいくらかのワロン特有の言い回しや訛りが見られる。

## ベルギーの言語とワロン語の方言

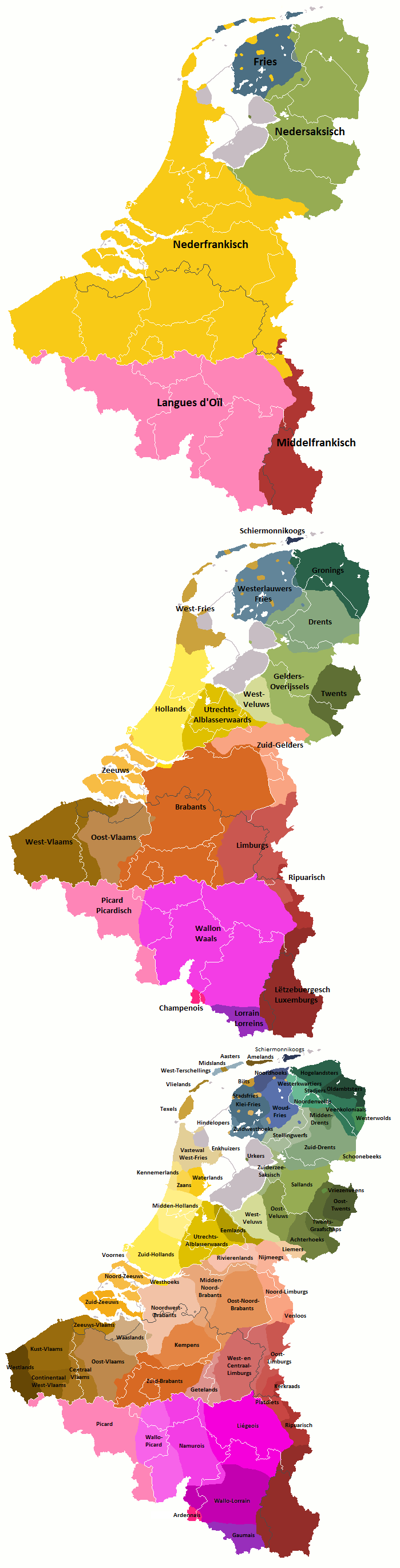
ベネルクス3国の言語分類。下に行くほど細かい分類となる。

- ベルギーの言語
  - 低地ドイツ語
    - 低地フランク語
      - オランダ語（公用語）
        - リンブルフ語
        - ブラバント語（英語版）
        - 東フラマン語（英語版）
        - 西フラマン語

  - 高地ドイツ語
    - ドイツ語（公用語）
      - リプアーリ語

    - ルクセンブルク語

  - オイル語
    - フランス語（公用語）
    - ワロン語（ベルギーのフランス語共同体の命令により「内生的地方言語」(仏: langue régionale endogène)のように信認 ）
      - 東ワロン方言 / リエージュ語（ワロン: 「ワロン・ド・レヴァン (walon do Levant)」、仏: 「リエージョワ (liégeois)」※リエージュ州の仏語地域辺り、ナミュール州の東地域辺り）
        - 高アルデンヌ方言（ワロン: 「ワロン・デル・ホート・オールデンヌ (walon del Hôte Årdene)」、仏: 「オー・アルデンネ (haut ardennais)」※高アルデンヌ地域 (リエージュ州の仏語の東・南地域辺り、リュクサンブール州の北地域辺り) 辺り）

      - 中央ワロン方言 / ナミュール語（ワロン: 「ワロン・ド・ミタン (walon do Mitan)」、仏: 「ナミューロワ (namurois)」※ナミュール州辺り、ブラバン・ワロン州の東地域）
        - ウィスコンシン・ワロン方言（ワロン: 「ワロン・デル・ウィスコンセン (walon del Wisconsene)」、仏: 「ワロン・ドゥ・ウィスコンスィン (wallon du Wisconsin)」※17〜19世紀のベルギー人移民ゟアメリカ合衆国ウィスコンシン州）

      - 西ワロン方言 / ワロン＝ピカルディ語（ワロン: 「ワロン・ド・クーチャン (walon do Coûtchant)」、仏: 「ワロ＝ピカル (wallo-picard)」※エノー州のシャルルロワ地域辺り、ブラバン・ワロン州の西地域辺り、ナミュール州の東地域辺り）
        - ラ・ルヴィエール方言 / 北ワロン＝ピカルディ方言（ワロン: 「サント (Cinte)」「ワロン・ド・パイィ・デル・ロヴィール (walon do Payis del Lovire)」「ワロ＝ピコール・ビジレース (walo-picård bijhrece)」、仏: 「ルヴィエーロワ (louviérois)」「ワロ＝ピカル・セプタントリョナル (wallo-picard septentrional)」※エノー州のラ・ルヴィエール地域辺り）

      - 南ワロン方言 / 低アルデンヌ方言 / ワロン＝ロレーヌ語（ワロン: 「ワロン・ド・ノンヌ (walon d' Nonne)」、仏: 「バ・アルデンネ (bas ardennais)」「ワロ＝ロラン (wallo-lorrain)」※リュクサンブール州の中地域辺り、ナミュール州の南地域辺り）
        - 南アルデンヌ方言（ワロン: 「オールデンヌ・ノンーレース (Årdene nonnrece)」、仏: 「アルデンネ・メリデョナル (ardennais méridional)」※リュクサンブール州の南アルデンヌ地域辺り）

    - ピカルディ語
    - シャンパーニュ語
    - ロレーヌ語